# Hedycarya loxocarya
Hedycarya loxocarya är en tvåhjärtbladig växtart som först beskrevs av George Bentham, och fick sitt nu gällande namn av Francis. Hedycarya loxocarya ingår i släktet Hedycarya och familjen Monimiaceae. Inga underarter finns listade i Catalogue of Life.